# Бруктрейлс (Каліфорнія)
Бруктрейлс (англ. Brooktrails) — переписна місцевість (CDP) в США, в окрузі Мендосіно штату Каліфорнія. Населення — 3632 особи (2020).

## Географія
Бруктрейлс розташований за координатами 39°26′36″ пн. ш. 123°23′37″ зх. д. / 39.44333° пн. ш. 123.39361° зх. д. (39.443321, -123.393477).  За даними Бюро перепису населення США в 2010 році переписна місцевість мала площу 18,96 км², з яких 18,84 км² — суходіл та 0,12 км² — водойми.

## Демографія
Згідно з переписом 2010 року, у переписній місцевості мешкало 3235 осіб у 1322 домогосподарствах у складі 868 родин. Густота населення становила 171 особа/км².  Було 1444 помешкання (76/км²).
Расовий склад населення:
| - 87,1 % — білих - 2,7 % — корінних американців - 0,8 % — азіатів - 0,7 % — чорних або афроамериканців - 0,1 % — вихідців з тихоокеанських островів - 3,4 % — осіб інших рас |

До двох чи більше рас належало 5,2 %. Частка іспаномовних становила 10,2 % від усіх жителів.
За віковим діапазоном населення розподілялося таким чином: 23,2 % — особи молодші 18 років, 64,8 % — особи у віці 18—64 років, 12,0 % — особи у віці 65 років та старші. Медіана віку мешканця становила 38,4 року. На 100 осіб жіночої статі у переписній місцевості припадало 108,2 чоловіків;  на 100 жінок у віці від 18 років та старших — 102,5 чоловіків також старших 18 років.
Середній дохід на одне домашнє господарство  становив 59 793 долари США (медіана — 45 254), а середній дохід на одну сім'ю — 57 389 доларів (медіана — 54 455). За межею бідності перебувало 17,2 % осіб, у тому числі 22,9 % дітей у віці до 18 років та 6,1 % осіб у віці 65 років та старших.
Цивільне працевлаштоване населення становило 1436 осіб. Основні галузі зайнятості: освіта, охорона здоров'я та соціальна допомога — 24,8 %, роздрібна торгівля — 12,1 %, публічна адміністрація — 11,8 %.